# انغريف (أم الڭردان)
انغريف هي إحدى مشيخات المملكة المغربية، تتبع جغرافيا لإقليم طاطا وإداريًا لأم الڭردان. يقدر عدد سكانها بـ 1100 نسمة حسب الإحصاء الرسمي للسكان والسكنى لسنة 2004.